# Guoletsijaure
Guoletsijaure är en sjö i Arjeplogs kommun i Lappland och ingår i Skellefteälvens huvudavrinningsområde. Sjön har en area på 0,884 kvadratkilometer och ligger 751,2 meter över havet.

## Delavrinningsområde
Guoletsijaure ingår i det delavrinningsområde (738789-151354) som SMHI kallar för Namn saknas. Medelhöjden är 921 meter över havet och ytan är 11,06 kvadratkilometer. Det finns inga avrinningsområden uppströms utan avrinningsområdet är högsta punkten. Vattendraget som avvattnar avrinningsområdet har biflödesordning 2, vilket innebär att vattnet flödar genom totalt 2 vattendrag innan det når havet efter 370 kilometer. Avrinningsområdet består mestadels av kalfjäll (91 procent). Avrinningsområdet har 0,99 kvadratkilometer vattenytor vilket ger det en sjöprocent på 9 procent.